# Ina Czyborra

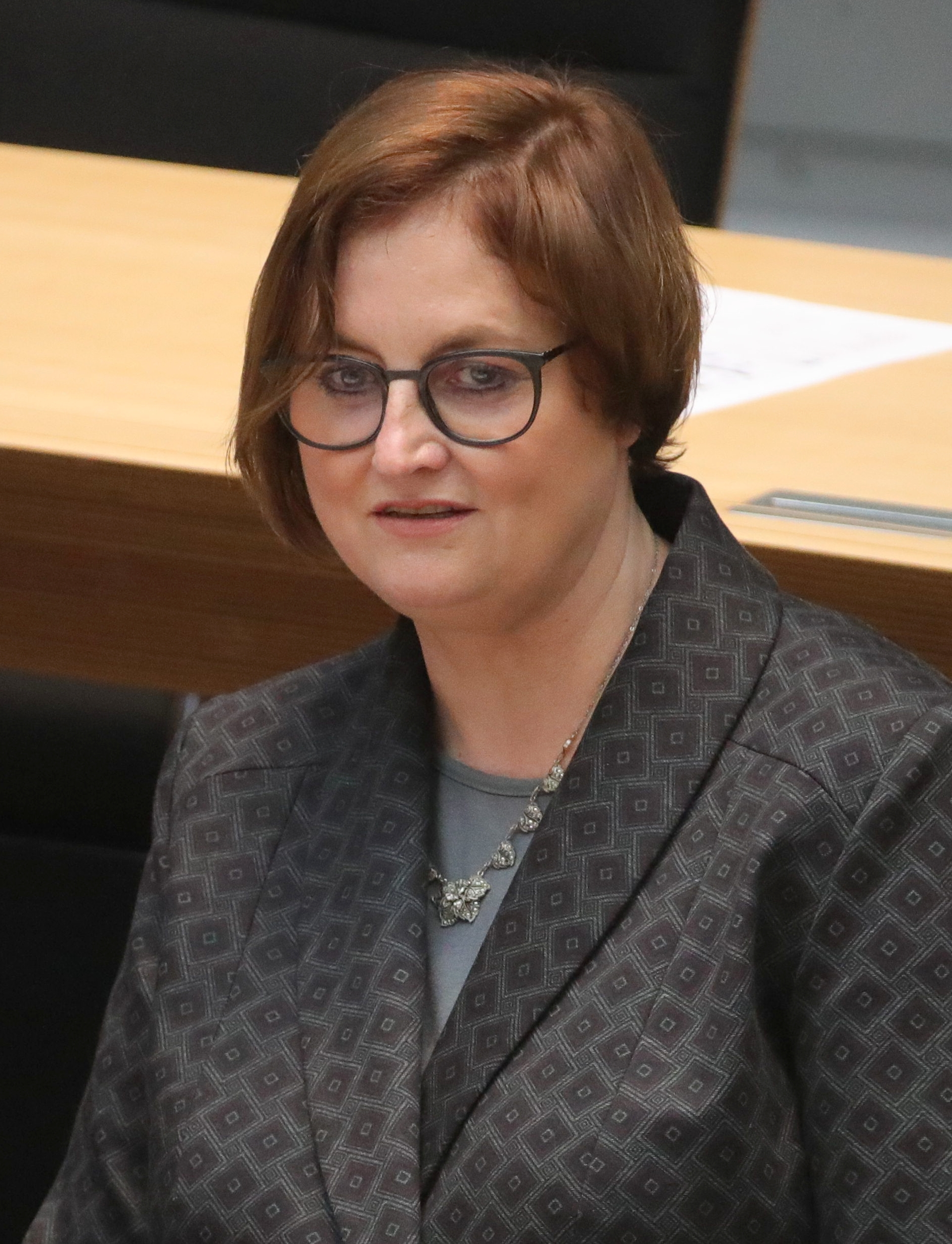
Ina Czyborra (2023)

Ina Maria Czyborra (* 23. Juni 1966 in West-Berlin) ist eine deutsche Politikerin (SPD). Sie ist seit April 2023 Senatorin für Wissenschaft, Gesundheit und Pflege des Landes Berlin im Senat Wegner. Seit 2011 ist sie Abgeordnete im Abgeordnetenhaus von Berlin.

## Leben
Czyborra wurde im Geburtshaus Dahlem geboren und besuchte die Gritznerschule (3. Grundschule am Breitenbachplatz), die Katholische Grundschule St. Ursula und später das Arndt-Gymnasium Dahlem. Nach dem Abitur studierte sie in Berlin an der Freien Universität Berlin und der Universität Bonn prähistorische Archäologie und wurde 2001 promoviert.
Sie arbeitete nach dem Studium in unterschiedlichen Museen und in Ausgrabungsprojekten und gründete 2003 eine Firma im Bereich Informationstechnologie/Veranstaltungsorganisation. Sie ist verheiratet und hat drei Kinder.
Bei den Wahlen zum Berliner Abgeordnetenhaus 2011, 2016, 2021 und bei der Wiederholungswahl 2023 erhielt sie ein Mandat über die Bezirksliste im Bezirk Steglitz-Zehlendorf ihrer Partei. Seit Juni 2018 ist sie stellvertretende Landesvorsitzende der SPD Berlin.
Seit 2019 ist sie Landesvorsitzende der Arbeiterwohlfahrt (AWO) Berlin sowie Mitglied des Instituts Solidarische Moderne, des Forums Demokratische Linke 21 (DL21), des August Bebel Instituts und der Sozialdemokratischen Gemeinschaft für Kommunalpolitik (SGK).
Am 24. April 2023 wurde sie als designierte neue Berliner Senatorin für Wissenschaft, Gesundheit und Pflege genannt und am 27. April 2023 zu dieser ernannt.

## Kontroverse um antisemitischen Übergriff
Anfang Februar 2024 kam es zu einem antisemitischen Übergriff, der laut Staatsanwaltschaft der Hasskriminalität zuzuordnen ist. Das Opfer, ein jüdischer Student der Freien Universität Berlin, wurde außerhalb des Campus krankenhausreif geschlagen und erlitt Knochenbrüche. Czyborras Aussage „Die Wissenschaft lebt von Austausch, lebt von Internationalität, lebt von internationalen Studierenden. Und natürlich gibt’s auch mal Konflikte auf dem Campus“ wurde daraufhin kontrovers diskutiert. Sie gab an, sie lehne „Exmatrikulationen aus politischen Gründen ab“, Hochschulen sollte man „nicht zu Gated Communities machen“. Czyborra legte dar, dass einer Isolation des Angreifers das Hochschulrecht entgegenstehe, dem Angreifer solle aber Hausverbot erteilt werden. Der Antisemitismusbeauftragte des Landes Berlin, Samuel Salzborn, äußerte dagegen die Ansicht, dass der Dialog mit „antisemitischen und Israel hassenden Studierenden“ unmöglich sei. Verschiedene Politiker forderten den Rücktritt der Senatorin.